# Petrozavodsk Karelian Gunners 2019
Questa voce raccoglie le informazioni riguardanti i Petrozavodsk Karelian Gunners nelle competizioni ufficiali della stagione 2019.

## Black Bowl 2019

### Stagione regolare
| Vologda 4 maggio 2019 | Vologda Vikings | 8 – 38 (0-15 0-6 8-3 0-14) referto | Petrozavodsk Karelian Gunners | Stadion Dinamo |

| San Pietroburgo 25 maggio 2019 | Sankt Petersburg MČS University Team | 18 – 31 (0-12 0-6 6-7 12-6) referto | Petrozavodsk Karelian Gunners |  |

| San Pietroburgo 8 giugno 2019 | Petrozavodsk Karelian Gunners | 51 – 16 (6-16 16-0 15-0 14-0) referto | Cyborgs Obninsk | Stadion Nevskij Zavod |

| Petrozavodsk 6 luglio 2019 | Petrozavodsk Karelian Gunners | 45 – 0 (7-0 10-0 12-0 16-0) referto | Sankt Petersburg MČS University Team |  |

| Petrozavodsk 27 luglio 2019 | Petrozavodsk Karelian Gunners | 21 – 0 (a tavolino) referto | Moscow Black Storm |  |

| San Pietroburgo 4 agosto 2019 | Petrozavodsk Karelian Gunners | 40 – 13 (0-0 19-6 0-7 21-0) referto | Vologda Vikings | Stadion Nevskij Zavod |

### Playoff
| Petrozavodsk 22 settembre 2019 | Petrozavodsk Karelian Gunners | 17 – 7 (0-0 0-7 0-0 17-0) referto | Podolsk Vityaz | Stadion Spartak |

| Mosca 6 ottobre 2019, ore 16:00 | Spartak Moskva | 14 – 6 (7-0 7-0 0-6 0-0) referto | Petrozavodsk Karelian Gunners | SK Saljut-Geraklion |

## Monte Clark Arena Cup 2019

### Stagione regolare
| Minsk 3 marzo 2019, ore 9:00 | Petrozavodsk Karelian Gunners | 20 – 6 | Vinnytsia Wolves |  |

| Minsk 3 marzo 2019, ore 10:00 | Petrozavodsk Karelian Gunners | 14 – 36 | Minsk Zubrs |  |

### Playoff
| Minsk 3 marzo 2019, ore 12:00 | Vilnius Iron Wolves | 13 – 28 | Petrozavodsk Karelian Gunners |  |

| Minsk 3 marzo 2019, ore 14:00 | Minsk Zubrs | 27 – 13 | Petrozavodsk Karelian Gunners |  |

## Statistiche di squadra
| Competizione             | %Vittorie | In casa | In casa | In casa | In casa | In casa | In casa | In trasferta | In trasferta | In trasferta | In trasferta | In trasferta | In trasferta | Totale | Totale | Totale | Totale | Totale | Totale |
| Competizione             | %Vittorie | G       | V       | N       | P       | Pf      | Ps      | G            | V            | N            | P            | Pf           | Ps           | G      | V      | N      | P      | Pf     | Ps     |
| ------------------------ | --------- | ------- | ------- | ------- | ------- | ------- | ------- | ------------ | ------------ | ------------ | ------------ | ------------ | ------------ | ------ | ------ | ------ | ------ | ------ | ------ |
| BB - Stagione regolare   | 1.000     | 4       | 4       | 0       | 0       | 157     | 29      | 2            | 2            | 0            | 0            | 69           | 26           | 6      | 6      | 0      | 0      | 226    | 55     |
| BB - Playoff             | .500      | 1       | 1       | 0       | 0       | 17      | 7       | 1            | 0            | 0            | 1            | 6            | 14           | 2      | 1      | 0      | 1      | 23     | 21     |
| MCCA - Stagione regolare | .500      | 2       | 1       | 0       | 1       | 34      | 42      | 0            | 0            | 0            | 0            | 0            | 0            | 2      | 1      | 0      | 1      | 34     | 42     |
| MCCA - Playoff           | .500      | 0       | 0       | 0       | 0       | 0       | 0       | 2            | 1            | 0            | 1            | 41           | 40           | 2      | 1      | 0      | 1      | 41     | 40     |
| Totale                   | .750      | 7       | 6       | 0       | 1       | 208     | 78      | 5            | 3            | 0            | 2            | 116          | 80           | 12     | 9      | 0      | 3      | 324    | 158    |